# قرنية
القرنية (باللاتينية:  cornea) عبارة عن نسيج شفاف مقوس موجود في العين. تتكون من خمس طبقات، يفصل بينها غشائان. ينكسر الضوء عند القرنية قبل أن يدخل العين. لا تحتوي على الأوعية الدموية، وتأخذ ما تحتاجه من الأكسجين مباشرة من الهواء الجوي، فهي تقع خارج العين.
يمكن إعادة تشكيل القرنية عن طريق العمليات الجراحية مثل الليزك.

## أصل التسمية
يرجع أصل التسمية العربية بحسب ابن ماسويه إلى شبهها بالقرن الأبيض النقي المصقول بحسب وصفه في كتابه محنة الكحالين كما وصفت بالقرن المبري وكذلك بالذبل (جلد السلحفاة البحرية أو قشور صدفتها) بحسب وصف حنين بن إسحق في كتابه "المسائل في العين وكتابه "المقالات العشر".

## التركيب
تحتوي القرنية على نهايات عصبية غير مغلفة بالميلين حساسة للمس ودرجة الحرارة والمواد الكيميائية؛ تؤدي لمسة القرنية إلى رد فعل لا إرادي لإغلاق الجفن. ولأن الشفافية ذات أهمية قصوى، فإن القرنية السليمة لا تمتلك أو تحتاج إلى أوعية دموية داخلها. بدلا من ذلك، يذوب الأكسجين في الدموع ثم ينتشر في جميع أنحاء القرنية للحفاظ على صحتها. وبالمثل، يتم نقل المواد الغذائية عن طريق الانتشار من الدموع، يبلغ قطر القرنية حوالي 11.5 ملم وسماكة 0.5-0.6 ملم في المركز و0.6-0.8 ملم في المحيط. الشفافية، انعدام الأوعية، وجود الخلايا المناعية المقيمة غير ناضجة، والامتياز المناعي يجعل القرنية نسيجًا خاصًا جدًا.
البروتين الأكثر قابلية للذوبان في قرنية الثدييات هو الألبومين.
تقترب القرنية البشرية مع الصلبة عبر أطراف القرنية. في هذه الأطراف تعتبر القرنية هي امتداد للصلبة فقط، وهي منفصلة عن الجلد فوقها، ولكن في الفقاريات الأكثر تقدمًا، يتم دمجها دائمًا مع الجلد لتشكيل بنية واحدة، وإن كانت تتكون من طبقات متعددة. في الأسماك، والفقاريات المائية بشكل عام، لا تلعب القرنية أي دور في تركيز الضوء، حيث أن لديها تقريبا نفس معامل الانكسار مثل الماء.

### التركيب الميكروسكوبي
لدى القرنية البشرية خمس طبقات (ربما ستة، إذا كانت طبقة الدوا مدرجة). تحتوي البدائيات الأخرى على خمس طبقات معروفة. قرنيات القطط والكلاب والذئاب وغيرها من الحيوانات آكلة اللحوم لديها أربعة فقط. من الأمام إلى الخلف، تكون طبقات القرنية البشرية هي:
1. ظهارة القرنية: طبقة نسيج طلائي متعددة الخلايا رقيقة جدًا (ظهارة حرشفية طبقية خالية من الكيراتينين) من خلايا سريعة النمو وسهلة التجديد، تبقى رطبة بالدموع. عدم انتظام ظهارة القرنية يعطل نعومة الواجهة بين الهواء والدموع، العنصر الأكثر أهمية من إجمالي قوة الانكسار للعين، وبالتالي تقليل حدة البصر. هو مستمر مع ظهارة الملتحمة، ويتكون من حوالي 6 طبقات من الخلايا التي يتم إلقاءها باستمرار على الطبقة المكشوفة ويتم تجديدها عن طريق تضاعف الخلايا في الطبقة القاعدية.
2. طبقة بومان (المعروفة أيضًا باسم الغشاء المحدود الأمامي): عندما تتم مناقشتها ككيان منفصل عن الغشاء القاعدي تحت الظهارة، يمكن وصف طبقة بومان بأنها منطقة غير منتظمة، تتكون بشكل أساسي من ألياف كولاجين منسوجة عشوائياً ولكنها منسوجة بإحكام. تتفاعل هذه الألياف مع بعضها البعض وتربطها ببعضها البعض. تتراوح هذه الطبقة من 8 إلى 14 ميكرومتر (μm)[15][14]
3. سدى القرنية : طبقة وسطى سميكة وشفافة، تتكون من ألياف الكولاجين المرتبة بانتظام مع الخلايا القرنية المتداخلة المتناثرة، وهي الخلايا اللازمة للإصلاح والصيانة العامة.[16] فهي متوازية ومتراكبة كصفحات الكتب. تتكون سدادة القرنية من حوالي 200 طبقة من ألياف الكولاجين من النوع الأول. كل طبقة هي 1.5-2.5 ميكرون. ما يصل إلى 90% من سمك القرنية يتكون من سدى.[16] هناك نظريتان حول كيفية حدوث الشفافية في القرنية:

ترتيبات ألياف الكولاجين في السدى. يتم إلغاء التشتت الضوئي بواسطة الألياف الفردية عن طريق تداخل الضوء المتناثر. يجب أن تكون المسافة بين ألياف الكولاجين المجاورة في السدى أقل من 200 نانومتر حتى تكون هناك شفافية. (جولدمان وبنيديك)
1. غشاء ديسميت (وهو أيضاً غشاء محدد خلفي): طبقة خلوية رقيقة تعمل بمثابة الغشاء القاعدي المعدل لبطانة القرنية، التي تشتق منها الخلايا. وتتكون هذه الطبقة بشكل رئيسي من ليفات من النوع الرابع من الكولاجين، وهو أقل صلابة من النوع الأول من الكولاجين، وتبلغ سماكته حوالي 5-20 ميكرومتر، حسب عمر الشخص. يوجد أمام غشاء ديسميت، طبقة رقيقة جداً وقوية، طبقة الدوا، 15 ميكرون سميكة وقادرة على تحمل 1.5 إلى 2 بار من الضغط.[18]
2. بطانة القرنية: أحادية الطبقة، يبلغ سمكها حوالي 5 ميكرومتر، تتكون من خلايا غنية بالميتوكوندريا. هذه الخلايا مسؤولة عن تنظيم نقل السوائل.[19] (مصطلح البطانة الوعائية عبارة عن تسمية خاطئة هنا. يتم تغذية بطانة القرنية بواسطة السائل المائي، وليس عن طريق الدم أو اللمف، ولها أصل ووظيفة ومظهر مختلفان جداً من البطانة الوعائية.) خلافاً للظهارة القرنية، خلايا الغشاء البطاني (endothelium) لا تتجدد. بدلا من ذلك، فإنها تمتد لتعويض الخلايا الميتة التي تقلل من كثافة الخلايا الكلية للبطانة، والتي تؤثر على تنظيم السوائل. إذا لم تعد البطانة قادرة على الحفاظ على توازن سوائل مناسب، يحدث فقدان الشفافية وهذا قد يسبب تورم القرنية والتدخل بشفافية القرنية وبالتالي يضعف الصورة التي تتكون.[19]

### التغذية العصبية
تعتبر القرنية واحدة من أكثر الأنسجة حساسية في الجسم، حيث تتغذي بكثافة بالألياف العصبية الحسية من خلال الفرع البصري للعصب الثلاثي عن طريق 70-80 من الأعصاب الهدبية الطويلة. تشير الأبحاث إلى أن كثافة مستقبلات الألم في القرنية أكبر بمقدار 300-600 مرة من الجلد و20-40 مرة أكبر الأسنان، مما يجعل أي ضرر لهيكلها مؤلما للغاية.
تنتهي الأعصاب القرنية للطبقة تحت الظهارة بالقرب من الطبقة الظهارية السطحية للقرنية في نمط لولبي لوغاريتمي. كثافة الأعصاب الظهارية تتناقص مع تقدم العمر، خاصة بعد العقد السابع.

## وظيفة القرنية
السماح للأشعة البصرية للدخول إلى الحجرة الأمامية للعين وفي حماية العين من العدوى بسبب طبقة الدموع الخفيفة التي تغطي القرنية والتي تعطي حماية كبيرة للعين ضد البكتيريا والتلوث والأتربة.

### الانكسار
```
المكون البصري معني بإنتاج صورة مقلوبة على شبكية العين. يتكون النظام البصري للعين ليس فقط من سطحين ولكن أربعة أسطح - اثنان على القرنية واثنين على العدسة. تنكسر الأشعة نحو خط الوسط. أشعة بعيدة، بسبب طبيعتها المتوازية، تتقارب إلى نقطة على الشبكية. القرنية لديها مؤشر الانكسار 1.376. لأن التغيير في معامل الانكسار بين القرنية والسائل صغير نسبيا مقارنة بالتغير في واجهة الهواء - القرنية، لها تأثير انكساري ضئيل، عادة - 6 ديوبتر. [10] تعتبر القرنية عدسة موجبة.
[
23
]
 في بعض الحيوانات، مثل أنواع من الطيور والحرباء وأنواع من الأسماك، يمكن أن تقوم القرنية بتجميع الأشعة أيضًا.
[
24
]
```

### الشفافية
عند موت أو إزالة العين، تمتص القرنية السائل المائي، وتتكثف، وتصبح ضبابية. يمكن استعادة الشفافية عن طريق وضعها في غرفة دافئة وجيدة التهوية عند 31 درجة مئوية (88 درجة فهرنهايت، درجة الحرارة العادية)، مما يسمح للسوائل بمغادرة القرنية وتصبح شفافة. تمتص القرنية السائل من الائل المحيط والأوعية الدموية الصغيرة للحاجب، ولكن توجد مضخة تقذف السائل فور دخوله. عندما تكون الطاقة ناقصة قد تفشل المضخة، أو تعمل ببطء شديد لتعويضها، مما يؤدي إلى انتفاخها. يمكن أن يحدث هذا عند الموت، ولكن يمكن وضع العين الميتة في غرفة دافئة ويمكن أن تحافظ مكامن السكر والجليكوجين على القرنية شفافة لمدة 24 ساعة على الأقل.

## الأهمية الأكلينيكية
الاضطرابات القرنية الأكثر شيوعا هي التالية:
كشط القرنية - حالة طبية تنطوي على فقدان الطبقة الظهارية السطحية من القرنية العين نتيجة لصدمة على سطح العين.
ضمور القرنية - وهو حالة يفقد فيها جزء أو أكثر من القرنية وضوحه الطبيعي بسبب تراكم المادة الغائمة.
قرحة القرنية - وهي حالة التهابية أو معدية في القرنية تنطوي على اضطراب في الطبقة الظهارية مع إشراك سدى القرنية.
تكاثر الأوعية الدموية القرنية - النشوء المفرط للأوعية الدموية من الضفيرة الوعائية الحويصلية في القرنية، الناجمة عن الحرمان من الأوكسجين من الهواء.
التهاب القرنية.
القرنية المخروطية - وهو مرض تنكسي، تتطور القرنية ويتغير شكلها لتكون أشبه بالمخروط.

## العلاج
إجراءات جراحية
تقوم تقنيات جراحية مختلفة للعين بتغيير شكل القرنية من أجل تقليل الحاجة إلى العدسات التصحيحية أو تحسين الحالة الانكسارية للعين. في العديد من التقنيات المستخدمة اليوم، يتم تنفيذ إعادة تشكيل القرنية عن طريق ليزر excimer.
هناك أيضا القرنيات الاصطناعية (keratoprostheses). معظمها عبارة عن إدخالات بلاستيكية فقط، ولكن هناك أيضًا مواد مكونة من مواد اصطناعية متوافقة حيويًا والتي تشجع انبثاق الأنسجة في القرنية الاصطناعية، وبالتالي تعزيز التكامل الحيوي. وتوجد أساليب أخرى مثل التحفيز المغناطيسي المترابط بصريًا عبر الجمجمة للشبكية البشرية ولا يزال في مراحل مبكرة جدًا من البحث.

### اجراءات أخرى
زراعة العدسات هي طريقة تستخدم العدسات اللاصقة المتخصصة الصلبة أو الصلبة المنفذة للغاز لإعادة تشكيل القرنية بشكل عابر من أجل تحسين حالة العين الانكسارية أو تقليل الحاجة إلى النظارات والعدسات اللاصقة.
في عام 2009، أظهر الباحثون في مركز جامعة بيتسبرغ الطبي أن الخلايا الجذعية التي تم جمعها من القرنيات البشرية يمكن أن تعيد الشفافية دون إثارة استجابة الرفض لدى الفئران المصابة بضرر القرنية. بالنسبة لأمراض القرنية الظهارية مثل متلازمة ستيفنز جونسون، قرحة القرنية المستمرة، إلخ، وجد أن الحافز الذاتي المقابل (العادي) للحاجز المأخوذ من الخلايا الجذعية كان فعالا حيث أن التوسع القائم على الغشاء الأمنيوسي مثير للجدل. لأمراض البطانة، مثل اعتلال القرنية الفقاعي، وقد ثبت أن الخلايا الأولية للقرنية البطانية فعالة. من المتوقع أن تكون تقنيات هندسة الأنسجة الناشئة حديثًا قادرة على توسيع خلايا القرنية المانحة للجثث لتكون قابلة للاستخدام في أكثر من عين المريض.

## إصابات القرنية

### التهاب القرنية البكتيري
وهي عديدة وتعتبر هذه الالتهابات من أهم أسباب تقرح القرنية. وتبدأ بجرح سطحي في القرنية ثم تتعمق في الطبقات الداخلية مسببة تقرحا عميقا مصحوبا بالتهاب في العين نفسها. وقد يحدث هذا كله خلال 24 ساعة من بدء الإصابة. أما إذا بدئ بالعلاج مبكرا فان الحالة تشفى بسرعة.
وتعالج مثل هذه الحالات بالمضادات الحيوية. وتؤخذ على فترات متعددة كل يوم. كما تغسل العين جيدا بالماء الساخن مرتين على الأقل يوميا.

### التهاب القرنية الفيروسي
يؤدي هذا الالتهاب إلى تقرحات في القرنية. ويعالج بمضادات حيوية وفيروزية وتغطي العين في هذه الحالة (بعكس الالتهابات الجرثومية) بضمادات للإسراع في التئام الجروح.
وأخطر هذه الاتهابات تأثير العين من إصابة المريض بالجدري والحصبة التي عانى منها الكثير من الناس وأدت إلى فقدان البصر في كثير من العيون.
كذلك يمكن أن تتأثر القرنية، بشكل مخيف، في حالة التهابات التراخوما وحالة التهاب (الحزام الناري)

## إصابات أخرى للقرنية
مثل خدش القرنية من ظفر شخص آخر. أو تسرب ودخول جسم غريب أثناء العمل في الحدادة والحجارة،
وتتميز هذه الإصابات بنزول الدمع الغزير، ووخز مؤلم في العين، وبعدم استطاعة المصاب أن يفتح عينه.
وتزول هذه العوارض بازالة الجسم الغريب، إن وجد، وبتضميد العين مع استعمال مضادات حيوية. ويشفى الجرح عادة خلال 24 ساعة أو ثلاثة أيام

### عتامات القرنية
وهي:
- إما خلقية (أي منذ الولادة)
وهذه العتامات ناتجة عن تلف في أنسجة القرنية تتخذ أحجاماً وأشكالاً مختلفة. وفي الغالب لا يعرف سببا لحدوثها.
- أو ثانوية تكون نتيجة التهابات أو إصابات أو حروق بمواد كاوية كالصودا والحوامض والخل.
- وإذا كانت هذه العتامات سميكة، وتؤثر كثيرًا في قوة البصر، فإن علاجها لا يكون إلا جراحيا.
أما إذا كانت العتامات صغيرة، وتتوسط القرنية، فإنه يمكن فتح (شباك) في القزحية) ليتمكن المريض من الرؤية من خلاله.

### القرنية المخروطية
يكون شكل القرنية مخروطيا مع وجود بعض التغبيش فيها. ويظهر هذا التحدب تدريجيا في عين واحدة أو في الإثنين معا. وليس شرطا أن يكون التحدب متساويا فيهما.
ويؤثر هذا التحدب في قوة النظر بشكل مباشر. لعدم تكافؤ انكسار الضوء وتركيزه على الشبكية، وتظهر هذه الحالة بسبب ضعف خلقي في القرنية، أو نتيجة استعمال قطرات الهرمونات (الكورتيزون) لمدة طويلة وخصوصا في حالات الرمد الربيعي المستعصية. ويمكن ابطاء هذا التحدب، وتحسين النظر، باستعمال عدسات لاصقة وضمادات للعين وحبوب مدرة للبول. وإذا كان التحدب شديدا ومصحوبا بغباشة، فإن الطريقة الوحديدة لمعالجته هي إزالة القسم المحدب والمعتم، جراحيا وزرع قرنية صافية مكانها تؤخذ من بنك العيون.